# Liste der Naturdenkmale in Sehnde
Die Liste der Naturdenkmale in Sehnde nennt die Naturdenkmale in Sehnde in der Region Hannover in Niedersachsen.

## Naturdenkmale
Im Gebiet der Gemeinde Sehnde sind 10 Naturdenkmale verzeichnet.
| Bild            | Bezeichnung                | Ort, Lage                                                | Beschreibung | Schutzzweck                        | Nummer   |
| --------------- | -------------------------- | -------------------------------------------------------- | --- | ---------------------------------- | -------- |
| BW              | Feldgehölz                 | Bilm im „Köstergarten“ (52° 20′ 15,1″ N, 9° 55′ 25,8″ O) | Erhaltung des landschaftsbildprägenden Feldgehölzes wegen seiner Schönheit und Seltenheit in der ansonsten weitgehend ausgeräumten Ackerlandschaft. |                                    | ND-H 054 |
| BW              | Verlobungsbusch            | Sehnde (52° 20′ 1,1″ N, 9° 58′ 58″ O)                    | Erhaltung des alten, landschaftsbildprägenden Baumes wegen seiner Eigenart und Schönheit, wegen seiner Seltenheit in der ansonsten weitgehend ausgeräumten Ackerlandschaft und wegen seiner heimatkundlichen Bedeutung |                                    | ND-H 056 |
| BW              | 2 Stieleichen              | Haimar (52° 18′ 24,8″ N, 10° 2′ 49,9″ O)                 | Erhaltung der ortsbildprägenden alten Eichen wegen ihrer Eigenart und Schönheit und ihrer heimatkundlichen Bedeutung. |                                    | ND-H 063 |
| BW              | Alte Wallanlage            | Sehnde (52° 20′ 30,5″ N, 9° 56′ 40,9″ O)                 | Erhaltung der landschaftsbildprägenden Wallanlage mit dem kleinen Feldgehölz wegen seiner Eigenart und Schönheit, wegen seiner Seltenheit in der ansonsten weitgehend ausgeräumten Ackerlandschaft im Übergang zur Wohnhausbebauung und wegen seiner heimatkundlichen Bedeutung. Alte Wallanlage mit Baumbestand im Schierholzwinkel. |                                    | ND-H 064 |
| Fotos hochladen | Eichengehölz               | Wehmingen (52° 17′ 49,1″ N, 9° 56′ 10″ O)                | Erhaltung des ortsbildprägenden Wäldchens wegen seiner Eigenart und Schönheit. |                                    | ND-H 114 |
| Fotos hochladen | Eichengehölz mit Quelle    | Wehmingen (52° 17′ 57,6″ N, 9° 55′ 55,2″ O)              | Erhaltung des ortsbildprägenden Wäldchens und seiner Feuchtbereiche wegen ihrer Seltenheit, Eigenart und Schönheit |                                    | ND-H 115 |
| BW              | Stieleiche und Säuleneiche | Rethmar (52° 18′ 48,2″ N, 10° 0′ 13,7″ O)                | Erhaltung der alten und prägenden Bäume des Gutparks wegen ihrer Seltenheit, Eigenart und Schönheit. |                                    | ND-H 146 |
| BW              | Blutbuche                  | Haimar (52° 18′ 22,8″ N, 10° 2′ 45,3″ O)                 | Erhaltung des alten, markanten Baumes wegen seiner Seltenheit, Eigenart und Schönheit. |                                    | ND-H 169 |
| BW              | Stieleiche                 | Haimar (52° 18′ 20,2″ N, 10° 2′ 57,9″ O)                 | Wahrscheinlich vor 1700 gepflanzt und der älteste Baum in Haimar. | Seltenheit, Eigenart und Schönheit | ND-H 255 |
| BW              | Stieleiche                 | Haimar (52° 20′ 12,7″ N, 10° 4′ 16,8″ O)                 | Etwa 120 Jahre alter, solitär in der weitgehend ausgeräumtem Ackerlandschaft stehender, markanter Baum. | Seltenheit, Eigenart und Schönheit | ND-H 262 |

## Ehemalige Naturdenkmale
Seit dem Jahr 2001 wurde der Schutz für ein Naturdenkmal in Sehnde aufgehoben.
| Bild            | Bezeichnung | Ort, Lage                                  | Beschreibung | Schutzzweck | Nummer   |
| --------------- | ----------- | ------------------------------------------ | --- | ----------- | -------- |
| Fotos hochladen | Esche       | Klein Lobke (52° 17′ 9″ N, 10° 0′ 56,5″ O) | Erhaltung der alten, ortsbildprägenden Esche wegen ihrer Eigenart und Schönheit. 2016 als abgestorben aus dem Denkmalverzeichnis gestrichen. |             | ND-H 076 |